# Matija Car
Matija Car (* 15. Oktober 2002 in Rijeka) ist ein kroatischer Handballspieler.

## Karriere
Car begann bei RK Mornar Crikvenica Handball zu spielen. 2019 nahm er mit dem kroatischen Jugendnationalteam am Europäischen Olympischen Jugendfestival teil und konnte das Handballturnier gewinnen. Bei der U-19-Europameisterschaft 2021 im eigenen Land gewann die Auswahl die Silbermedaille. Finalgegner war jeweils die deutsche Jugendnationalmannschaft.
Für die Saison 2020/21 wurde der Linkshänder per Förderlizenz an RK Zamet verliehen. 2021/22 wechselte Car, trotz Differenzen zwischen den Vereinen, zurück zu RK Mornar Crikvenica. 2022/23 und 2023/24 lief der Außenspieler für RK Poreč auf. 2024/25 wurde er vom HC Linz AG für die Handball Liga Austria verpflichtet. Ab der Saison 2025/26 läuft Car für KGHM Chrobry Glogów auf.